# 32-ро средно училище „Свети Климент Охридски“
32 средно училище с усилено изучаване на чужди езици „Свети Климент Охридски“ се намира в София, България.
Разположено е на булевард „Христо Ботев“, на ъгъла с булевард „Тодор Александров“.

## История
Училището е обособено през 1903 година като Трета девическа гимназия „Княгиня Мария Луиза“ с отделянето на създаден през 1896 година клон на Първа девическа гимназия. През 1905 година е преобразувано в Държавно педагогическо училище, но от 1922 година отново има както педагогически, така и гимназиални класове. Строителството на сегашната сграда на училището започва през 1942 година, като дотогава занятията се провеждат в няколко отделни сгради в района. През 1954 година става смесено и е преименувано на 32 средно смесено училище „Климент Охридски“, а сегашното си име носи от 1992 година.

## Сграда
Проект на архитект Виктория Ангелова-Винарова, начало на строителството: 1942 г. От особен интерес от глежда точка на Модернизма и организацията на училищните постройки представлява фактът, че сградата е решена в 2 отделни блока (между тях е разположен салон). Училището, в своя първоначален вид, включва само откъм ул. „Софроний Врачански“, като около 1960 г. е пристроено с ново крило на изток, стигащо до бул. „Христо Ботев“. При строежа на метрото част от южното крило, което помещава и амфитеатрални зали, е разрушено. (1999 г.).

## Възпитаници
- Георги Георгиев-Гого
- Петър Славейков
- Любен Дилов (син)
- Николаос Цитиридис
- Йосиф Шамли
- Явор Гърдев
- Здрава Каменова
- Александър Беровски